# Гостуша
Гостуша је насеље Града Пирота у Пиротском округу. Према попису из 2022. има 30 становника (према попису из 2002. било је 139 становника)..
Гостуша је село на Старој Планини, тридесетак километара удаљено од Пирота. Налази се на обалама Завојског језера, на некадашњем римском путу. Одликује га архаична архитектура због које га зову и „Камено село“, као и очуваност старих обичаја и културе. До изградње Белског моста, којим је премошћено језеро, овај крај је био тешко доступан. О Гостуши, као аутентичном селу које најверније осликава живот старопланинског становништва у прошлом веку, снимљени су многобројни филмови и написани текстови који су ушли у анале етнографије.

## Географски положај
Село Гостуша је смештено на југоисточним падинама Старе планине у долини Гостушке реке. У односу на општински центар, град Пирот, удаљено је 14 км североисточно. Област којој село припада назива се Средњи Висок који је део већег подручја тј. Висока. Висок представља област у сливу реке Височице између јужних падина Старе планине са северне стране и планине Видлич са јужне. Средњи Висок заузима простор у средњем току реке Височице у коме је формирано Завојско језеро а поред Гостуше му припадају и села: Бела, Паклештица, Велика Лукања, Копривштица, Покревеник и Завој.
Површина катастарске општине Гостуша износи 4.584 hа и заузима простор северно од Завојског језера. Својим атаром граничи се са селима: Топли До, Дојкинци, Паклештица, Бела, Велика Лукања, Мала Лукања и Завој. Атар села Гостуша, што се тиче геоморфолошких карактеристика, се
може поделити на два дела:
- Слив Гостушке реке на југу и западу. У области слива Гостушке реке доминирају пошумљене површине и у мањој мери ливаде и обрадиве пољопривредне површине.
- Планински део на северу и истоку у оквиру атара. Са надморском висином преко 1.000 m (највиша тачка 1.940м). Овај део је у виду висоравни која обилује кречњачким облицима рељефа, прекривеним пашњацима.

Гостуша се граничи са југозападне стране Завојем и Малом Лукањом; јужном са Великом Лукањом; са источне стране: Белом,
Паклештицом, Дојкинцима; и са северозападне стране са Топлим Долом. Гостушки атар се простире, гледано узводно уз реку
Гостушицу, са десне стране, односно са леве стране реке, а на један километар од лукањског насеља: Рудина, тачније од Беле воде (чесме која се налази поред пута), па навише ка истоку преко Корнета до брда Калиман; даље ка североистоку преко Лукањског пута, па десно на истоку до Пукањког сувата, Коњарник, Браткова страна, Братков врх, Лазареви јегреци, Крваве баре, Лећија, Турска ливада, Мутна бара, Драгаљица, Белан, Јег'н, Биљеница, Занога, Стражишта, Средорт, Вилан, Мечкат, Бучје, Белска река, Орничје, Бодин дел, Миница и Скрча, која затвара круг до Беле воде.
Село се дели на Горњи крај и Долњи крај. Горњи крај има уже целине: На-склоп. Копани дол, Чешма на Петријин з'д, К'цино врело/Неинсћи кладенац, Стара чешма коди Велкови, Горњокрајска гробишта и Пуг у Рекуту, а Долњи крај: Преко реку / Расадарнице, Шајтини, Милошова порта, Стојинсћи вен'ц, Божинска порта, Дол / Долци, Масаленсћи кладенац, Топила, Потини.
Близу насеља се налази место Вртибог, где је некада напасано хиљада оваца.

## Историја
Не  постоје  поуздани  подаци  о  настанку  села  или  континуитету насељавања простора на коме је данас Гостуша.
Постоје разна тумачења, легенде,  предања..... једно од њих  каже  да  је  Гостуша  једно  од  три најстаријих насеља у околини Пирота.
Иако  је  овај  простор  био  насељен  и  раније,  чињеница  је  да  се  у пиротском  крају  налазе  бројни  археолошки  налази  који  сведоче  о постојању  значајног  броја  насеља  у  античко  доба.  Како се поред  равничарског  дела  општине  Пирот,  кроз  који  је  пролазио  Via militaris,  археолошки  налази  се срећу  и  преко  превоја  Старе  планине  што указује  да је  овај  простор у  то време  имао већи  значај  од  данашњег. На присуство  Римљана  указују  и  микротопоними  као  што  су  Бислава, Корнетул итд.
По  неким  предањима  градња  цркве  Светог Јована  Крститеља  у Гостуши  датирана је у  12.  век,  помиње  се  1112.  година.  Период средњег  века  завршава  се  падом  владавине  деспота  Ђурђа  Бранковића 1447. године када цео пиротски крај пада под турску власт.
По причању Милутина Николића, који је слушао приче старих мештана из Гостуше, једна верзија гласи овако: Бежећи са својим породицама од турског зулума, два брата, Града и Горан, кренули су уз Градашничку реку, па се Града са својом породицом настанио у Градашницу, а Горан је наставио пут у правцу Висока. Путујући два дана по беспућу, стигао је до места Селишћи дол, што и само име долини казује (селишћи — селиште) и ту се настанио поред реке Гостушице. И то време које је Горан провео на путу до Гостуше рачуна се да је Гостуша млађа од Градашнице, односно само два дана. Касније се Горан са породицом преселио на место где су данас фамилије К'цини, поред извора, на место где је по легенди била гостионица или менза римске војске.
Прво  помињање  Гостуше  као  насељеног  места  под  данашњим називом  је  у  турским  пореским  дефтерима  (  попису  џелепчијских домаћинстава) из 1576./1577.  године.  Гостуша  је  тада  имала  девет џелепчијских домћинстава и припадала је кази Шехирћој.
Период  турске владавине обележен је општом несигурношћу као и честим миграцијама становништва.  Иако  је  становништво  у  планинским  крајевима  било релативно  изоловано  од  турских  власти  у  том  периоду  се  не  може говорити  о  економском  благостању,  самим  тим  ни  о  градњи  неких трајнијих објеката. Тако остаје до коначног ослобођења 1877. године.
Школа у Гостуши постоји од 1840. године. Дана 27. децембра 1867. године добило је место учитеља - "даскала" Тасу Џунина од села Ржана. Примљен је за плату од 330 гроша од "цркве". Требало је да држи десну певницу у цркви и учи децу у школи. Сељани су имали да га хране, о свом трошку.
Када је 1877.  пиротски  округ  ушао у  састав  Кнећевине  Србије. Округ  је  био  подељен  на  град  Пирот  и  срезове:  Нишавски,  Височки  и Лужнички.  Гостуша  је  припадала  Височком  срезу  и  Великолукањској општини са 783 становника у 95 домаћинства.

## Клима
Клима је умерено-континентална са влажним и пријатним пролећима, топлим летима, благим и дугим јесенима и хладним зимама. Падавине су доста сиромашне у току године, сем у зимском периоду, када су израженије нарочито у планинским пределима где снежни покривач може да достигне висину од два метра. Због великог снега дугог топљења зима може да се протеже на пет месеци, што обично скраћује трајање пролећа. Падавине у облику кише има највише у мају, јуну и октобру. Изразито сушних година има, али сразмерно их је мање од кишних, које веома много умањују приносе како у људској тако y сточној храни. Вишегодишњи просек падавина мерен у Метеоролошкој станици Основне школе у Великој Лукањи износи 619 литара на квадратни метар.
У току лета и јесени y овој котлини температура је прилично висока, што повољно утиче на сазревање свих врста плодова на културама које се овде гаје, а оне су исте као y свим другим континенталним подручјима: пшеница, кукуруз, јечам, овас, све врсте поврћа, воћа и друго. Познати ветрови у овом крају су крив'ц или кошава, јужни ветар или долњак и северозападни ветар који је најјачи и који временски најдуже дува. Међутим, ударна снага ових ветрова умањена је висином гребена који оивичују долину Средњег Висока, па и атар Гостуше.

## Демографија
У насељу Гостуша живи 136 пунолетних становника, а просечна старост становништва износи 58,2 година (54,2 код мушкараца и 63,4 код жена). У насељу има 59 домаћинстава, а просечан број чланова по домаћинству је 2,36.
Ово насеље је у потпуности насељено Србима (према попису из 2002. године), а у последња три пописа, примећен је пад у броју становника.
|  |

| Демографија | Демографија | Демографија |
| Година      | Становника  | Становника  |
| ----------- | ----------- | ----------- |
| 1948.       | 1.308       |             |
| 1953.       | 1.144       |             |
| 1961.       | 1.050       |             |
| 1971.       | 787         |             |
| 1981.       | 533         |             |
| 1991.       | 269         | 263         |
| 2002.       | 139         | 139         |

| Етнички састав према попису из 2002.‍ | Етнички састав према попису из 2002.‍ | Етнички састав према попису из 2002.‍ | Етнички састав према попису из 2002.‍ | Етнички састав према попису из 2002.‍ |
| ------------------------------------ | ------------------------------------ | ------------------------------------ | ------------------------------------ | ------------------------------------ |
|                                      |                                      |                                      |                                      |                                      |
| Срби                                 | Срби                                 |                                      | 139                                  | 100,0%                               |
| непознато                            | непознато                            |                                      | 0                                    | 0,0%                                 |

| Година пописа     | 1948. | 1953. | 1961. | 1971. | 1981. | 1991. | 2002. |
| ----------------- | ----- | ----- | ----- | ----- | ----- | ----- | ----- |
| Број домаћинстава | 187   | 173   | 157   | 136   | 113   | 97    | 59    |

| Број чланова      | 1  | 2  | 3 | 4 | 5 | 6 | 7 | 8 | 9 | 10 и више | Просек |
| ----------------- | -- | -- | - | - | - | - | - | - | - | --------- | ------ |
| Број домаћинстава | 13 | 27 | 9 | 6 | 3 | 1 | 0 | 0 | 0 | 0         | 2,36   |

| Пол    | Укупно | Неожењен/Неудата | Ожењен/Удата | Удовац/Удовица | Разведен/Разведена | Непознато |
| ------ | ------ | ---------------- | ------------ | -------------- | ------------------ | --------- |
| Мушки  | 76     | 21               | 46           | 9              | 0                  | 0         |
| Женски | 60     | 0                | 45           | 14             | 1                  | 0         |
| УКУПНО | 136    | 21               | 91           | 23             | 1                  | 0         |

| Пол    | Укупно                    | Пољопривреда, лов и шумарство | Рибарство                            | Вађење руде и камена | Прерађивачка индустрија       |
| ------ | ------------------------- | ----------------------------- | ------------------------------------ | -------------------- | ----------------------------- |
| Мушки  | 39                        | 33                            | 0                                    | 0                    | 0                             |
| Женски | 19                        | 19                            | 0                                    | 0                    | 0                             |
| УКУПНО | 58                        | 52                            | 0                                    | 0                    | 0                             |
| Пол    | Производња и снабдевање   | Грађевинарство                | Трговина                             | Хотели и ресторани   | Саобраћај, складиштење и везе |
| Мушки  | 1                         | 5                             | 0                                    | 0                    | 0                             |
| Женски | 0                         | 0                             | 0                                    | 0                    | 0                             |
| УКУПНО | 1                         | 5                             | 0                                    | 0                    | 0                             |
| Пол    | Финансијско посредовање   | Некретнине                    | Државна управа и одбрана             | Образовање           | Здравствени и социјални рад   |
| Мушки  | 0                         | 0                             | 0                                    | 0                    | 0                             |
| Женски | 0                         | 0                             | 0                                    | 0                    | 0                             |
| УКУПНО | 0                         | 0                             | 0                                    | 0                    | 0                             |
| Пол    | Остале услужне активности | Приватна домаћинства          | Екстериторијалне организације и тела | Непознато            | Непознато                     |
| Мушки  | 0                         | 0                             | 0                                    | 0                    | 0                             |
| Женски | 0                         | 0                             | 0                                    | 0                    | 0                             |
| УКУПНО | 0                         | 0                             | 0                                    | 0                    | 0                             |

## Саобраћај
До Гостуше је могуће доћи само преко Пирота, Височким путем, чија деоница између Пирота и Гостуше износи око 28 км.

## Вииди још
- Црква Светог Јована Крститеља у Гостуши